# Mecistogaster jocaste
Mecistogaster jocaste là loài chuồn chuồn trong họ Pseudostigmatidae. Loài này được Hagen mô tả khoa học đầu tiên năm 1869.